# St. Nikolaus (Siegertshofen)

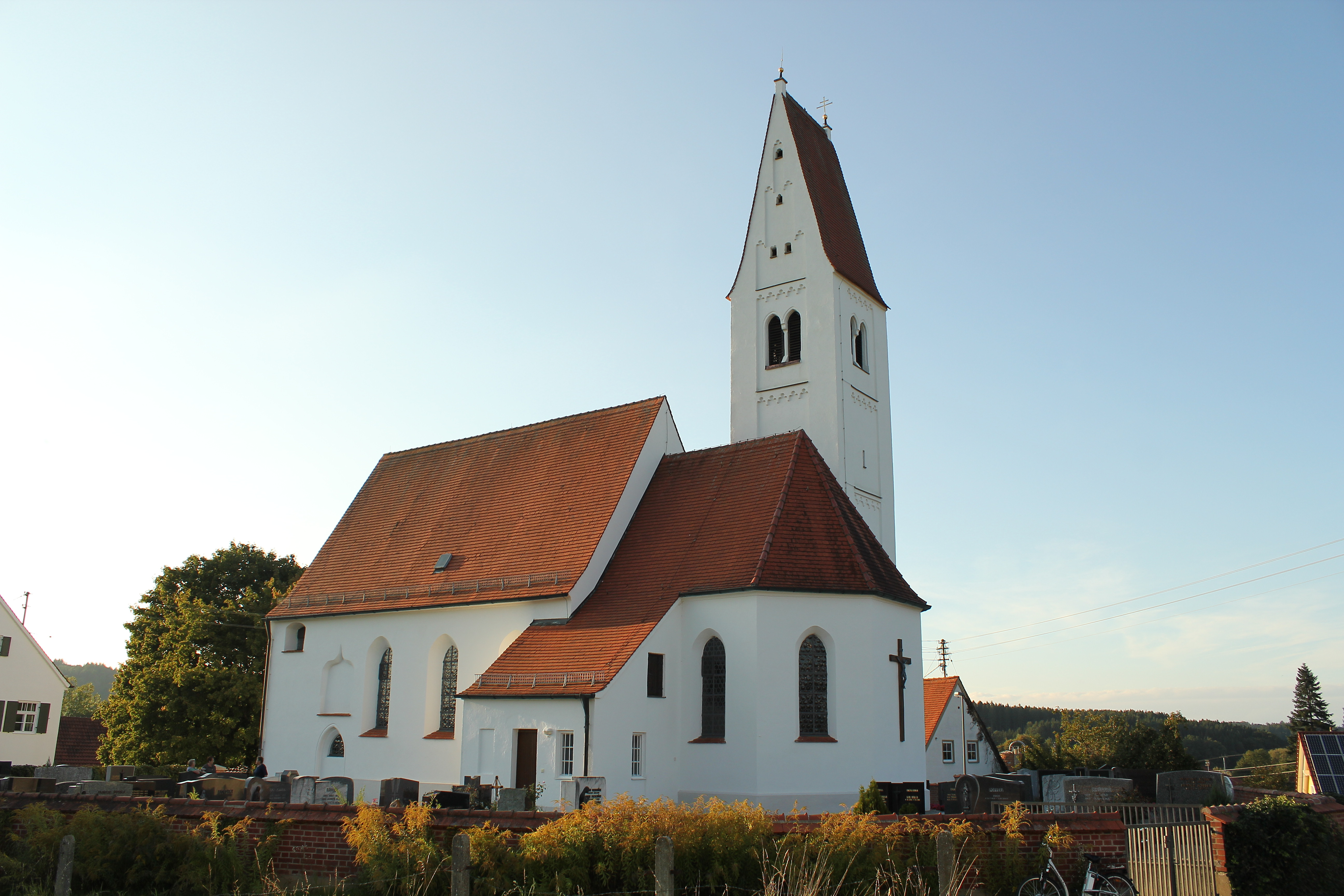
St. Nikolaus in Siegertshofen

Die römisch-katholische Pfarrkirche St. Nikolaus in Siegertshofen, einem Ortsteil der Marktgemeinde Fischach im schwäbischen Landkreis Augsburg in Bayern, ist ein geschütztes Baudenkmal.

## Geschichte
Dort, wo heute die Pfarrkirche St. Nikolaus steht, befand sich zuvor eine aus Sandsteinquadern errichtete kleine Kapelle. An ihrer Stelle wurde zwischen 1470 und 1490 die neue Pfarrkirche errichtet und am 4. Januar 1495 erfolgte die Weihe durch Weihbischof Johannes Kerer.
1715 wurden die gotischen Altäre durch Rokokoaltäre ersetzt. Zudem wurde eine Kanzel eingebaut, die bis heute vorhanden ist. 1872/1873 erfolgte der Anbau der Sakristei und 1877 die Ergänzung des Vorzeichens. Zeitgleich wurden die Seiteneingänge verschlossen. Zwischen 1891 und 1898 wurden die Rokokoaltäre durch marmorierte Holzaltäre ausgetauscht.

## Architektur
Bei der Pfarrkirche handelt es sich um einen Saalbau in gotischem Stil mit eingezogenem Chor. Auf der Nordseite befindet sich der Kirchturm mit Satteldach.